# Gammarus komareki
Gammarus komareki is een vlokreeftensoort uit de familie van de Gammaridae. De wetenschappelijke naam van de soort is voor het eerst geldig gepubliceerd in 1922 door Schaferna.
Mannelijke exemplaren van deze soort kunnen 15 mm groot worden. Vrouwtjes blijven kleiner. G. komareki komt voor in Bulgarije, het noorden van Griekenland en het zuiden van Oekraïne rond de Zwarte zeekust en het noorden van Turkije en Iran. De soort is meestal te vinden in stromende wateren of in bronnen. Het lijkt de voorkeur te geven aan een dichte vegetatie waar waterstroomsnelheden relatief laag zijn. G. komareki is in staat om een vrij hoge concentratie aan organische vervuiling te weerstaan.